# Los Santos de la Humosa
Los Santos de la Humosa est une commune d’Espagne, dans la communauté autonome de Madrid.